# Feldis/Veulden
Feldis/Veulden é uma comuna da Suíça, no Cantão Grisões, com cerca de 133 habitantes. Estende-se por uma área de 7,58 km², de densidade populacional de 18 hab/km². Confina com as seguintes comunas: Domat/Ems, Rothenbrunnen, Scheid.
A língua oficial nesta comuna é o Alemão.